# اومبرتوی یکم
اومبرتوی یکم (به ایتالیایی: Umberto Ranieri Carlo Emanuele Giovanni Maria Ferdinando Eugenio di Savoia) (۱۴ مارس ۱۸۴۴ – ۲۹ ژوئیهٔ ۱۹۰۰) پادشاه ایتالیا بین سال‌های ۱۸۷۸ تا ۱۹۰۰ بود. وی در ۲۹ ژوئیه ۱۹۰۰ میلادی توسط یک آنارشیست ایتالیایی به نام گائتانو برشی در شهر مونتزا ترور شد. جسد وی در پانتئون به خاک سپرده شد.